# 대불정여래밀인수증요의제보살만행수능엄경(언해) 권1
대불정여래밀인수증요의제보살만행수능엄경(언해) 권1(大佛頂如來密因修證了義諸菩薩萬行首楞嚴經(諺解) 卷一)은 서울특별시 중구 성암고서박물관에 있는 조선시대의 금속활자본 불경이다. 1984년 5월 30일 대한민국의 보물 제760호로 지정되었다.

## 개요
대불정여래밀인수증요의제보살만행수능엄경은 줄여서 '대불정수능엄경' 또는 '능엄경'이라 부르기도 하는데, 부처님의 말씀을 머리속으로만 이해하는데 그치지 않고 자신이 직접 경험하여 얻을 것을 주요사상으로 하고 있다. 능엄경은 전체 10권으로 되어 있으며 스님들이 수련과정에서 필수적으로 배우는 경전이다.
대불정여래밀인수증료의제보살만행수능엄경(언해) 권1(大佛頂如來密因修證了義諸菩薩萬行首楞嚴經(諺解) 卷一)은 당나라의 반자밀제(般刺密帝)가 번역하고 송나라의 계환(戒環)이 해설한 것을 한글로 풀이한 것이다. 볏짚과 닥나무를 섞어 만든 누런 종이에 찍어낸 활자본으로 크기는 세로 33.3㎝, 가로 22.6㎝이며 전 10권 중 권 제1이 전한다. 활자본은 글자를 하나하나 파서 고정된 틀에 끼우고 찍어내는 것을 말하며, 을해년에 만들었다고 하여 을해자본(乙亥字本)이라고 한다.
을해자본은 원래 세종 31년(1449)에 수양대군(세조)이 왕명으로 번역에 착수한 것인데, 마무리를 못하고 미루어 오다가 세조 7년(1461)에 유명한 승려와 유학자들을 총동원하여 완성하였다.
을해자본은 간경도감<刊經都監:세조 7년(1461)에 불경을 한글로 풀이하여 간행하기 위해 설치한 기구>에서 불경을 간행하는데 기준이 되었으며, 남아있는 활자본이 적어 귀중한 자료로 여겨진다.

## 같이 보기
- 대불정여래밀인수증요의제보살만행수능엄경

## 참고 자료
- 대불정여래밀인수증요의제보살만행수능엄경(언해) 권1 - 국가유산청 국가유산포털